# Johannes X. Schachtner

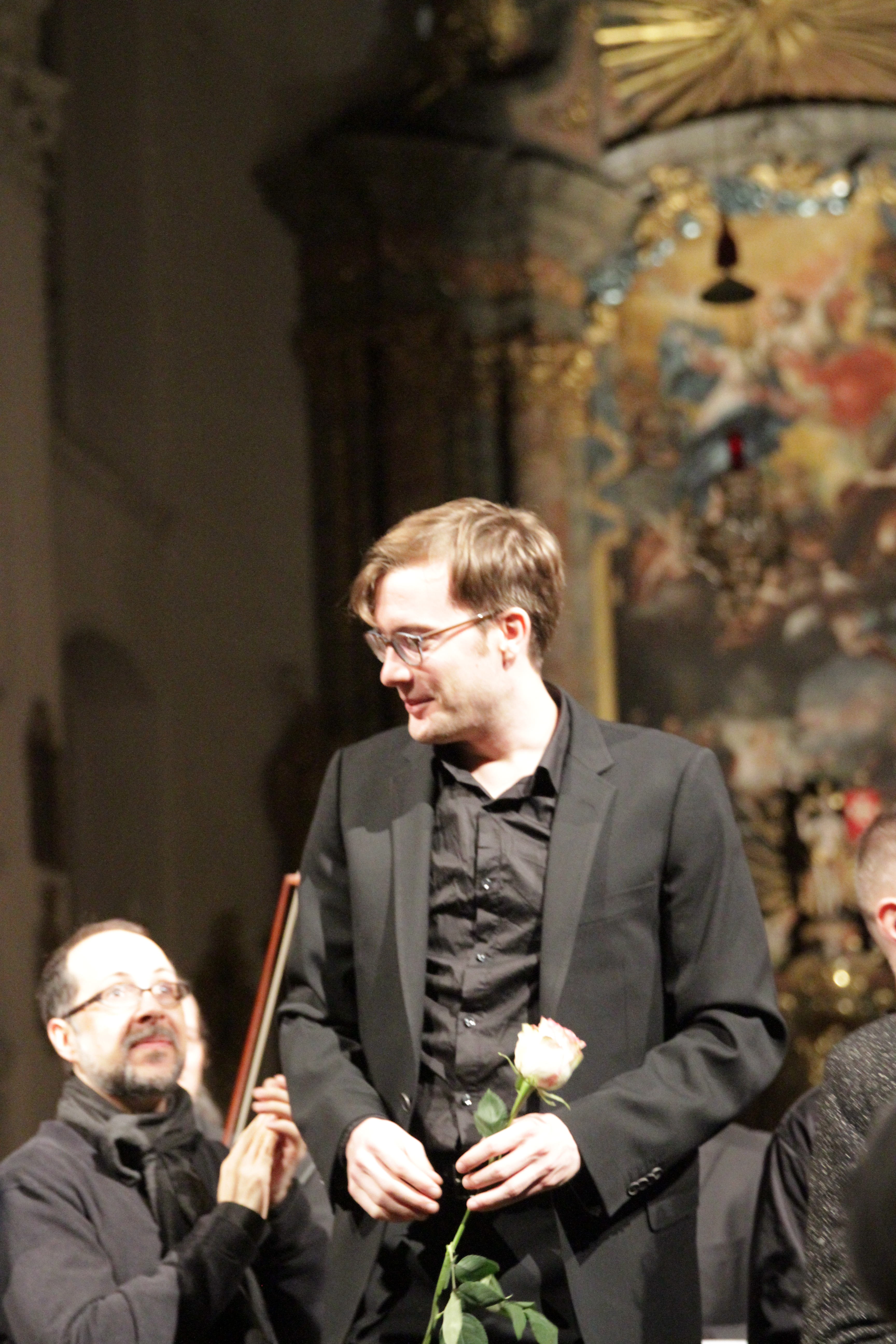
Johannes X. Schachtner 2014 auf dem Abschlusskonzert des Festivals Tonspuren in der Klosterkirche Irsee

Johannes Xaver Schachtner (* 26. Juni 1985 in Gräfelfing) ist ein deutscher Dirigent und Komponist.

## Leben
Johannes X. Schachtner stammt aus einer Gautinger Musikerfamilie. Sein Vater Johannes M. Schachtner, Kirchenmusiker in Gauting, und Bruder Simon Schachtner, Cellist, sind ebenfalls Musiker. Sein Onkel Franz L. Schachtner leitet das Ensemble Blinde Musiker München.
Johannes X. Schachtner erhielt seine erste musikalische Ausbildung an der Trompete, es folgten Klavier- sowie Dirigierunterricht bei Ulrich Weder. Ab 2004 studierte er Komposition an der Hochschule für Musik und Theater München zunächst bei Hans-Jürgen von Bose und Rudi Spring, danach bei Jan Müller-Wieland. Gleichzeitig besuchte er die Dirigierklasse von Bruno Weil und schloss beide Studiengänge mit dem Meisterklassendiplom ab.
Sein kompositorisches Schaffen umfasst Werke für Soloinstrumente, Kammer-, Vokal- und Orchestermusik sowie Werke für das Musiktheater, die u. a. von der Bayerischen Staatsoper (Opernfestspiele 2007), den Bamberger Symphonikern oder der Münchener Biennale in Auftrag gegeben wurden. International renommierte Solisten wie Silke Avenhaus, Julia Fischer, Julius Berger, Maximilian Hornung, Valer Barna-Sabadus und Peter Schöne oder die Dirigenten Michael Sanderling und Ulf Schirmer führten seine Werke auf.
Als Dirigent arbeitete Schachtner unter anderem mit dem Georgischen Kammerorchester Ingolstadt, den Münchner Symphonikern, der Bayerischen Kammerphilharmonie, und er gastiert regelmäßig bei verschiedenen Festivals. 2007 gab er sein Operndebüt mit Il turco in Italia von Gioachino Rossini, es folgten zahlreiche weitere Musiktheaterproduktionen, die ihn u. a. ans Vorarlberger Landestheater führten. Seit 2014 ist er Gründungsdirigent des Jugendensemble für Neue Musik München | Bayern (JU[MB]LE). Von 2010 bis 2022 leitete er regelmäßig Konzerte des Gautinger Kammerchors collegium:bratananium. Darüber hinaus leitet er regelmäßig Uraufführungen, so z. B. von Volker Nickel, Sarah Nemtsov, Sven-Ingo Koch, Markus Schmitt, Birke J. Bertelsmeier oder Enjott Schneider.
Neben seiner Tätigkeit als Komponist und Dirigent ist Johannes X. Schachtner auch als Dozent und künstlerischer Leiter tätig. Von 2010 bis 2015 war er als künstlerischer Leiter des aDevantgarde-Festival tätig und initiierte darüber hinaus zahlreiche vielbeachtete Projekte im Bereich der zeitgenössischen Musik. Johannes X. Schachtners Werke werden beim Musikverlag Hans Sikorski verlegt.

## Ehrungen und Auszeichnungen
- 2009 Stipendium des Internationalen Künstlerhauses Villa Concordia in Bamberg
- 2009 Günther-Klinge-Kulturpreis Gauting
- 2010 Stipendium an der Cité des Arts
- 2010 Deutscher Musikautorenpreis: Nominierung
- 2011 Gast des Visby International Centre for Composers in Schweden
- 2011 Artist in Residence der Philharmonie Bad Reichenhall
- 2012 Bayerische Akademie der Schönen Künste: Auftragskomposition 2012
- 2013 Preis beim Internationalen Franz-Reinl-Kompositionswettbewerb
- 2013 Preis beim Herbert-Baumann-Kompositionswettbewerb
- 2013 Förderpreis Musik der Landeshauptstadt München
- 2013 Compositore ospite beim 46. Asiago-Festival (Italien)
- 2014 Bayerischer Kunstförderpreis in der Sparte Musik
- 2014 Preis beim Kompositionswettbewerb „Violine trifft Schulklasse“
- 2015 Preis beim Orchesterkompositionswettbewerb der Weimarer Frühjahrstage für Neue Musik

## Ausgewählte Werke
Ein Werkliste von Johannes X. Schachtner findet sich auf der Webseite von Boosey&Hawkes.

### Bühnenwerke
- Hannah und Tim. Kurzoper. Libretto: Norbert Niemann
- Versprochen, Froschkönig, Versprochen. Kurzoper. Libretto: Birgit Müller-Wieland

### Orchesterwerke
- Credo (2004/2008) für Orgel und großes Orchester
- Divertimento théâtral (2007/2008) für Flöte/Piccolo, Cembalo und Streicher
- Im Zimmer (2007/2009). Poem Nr. 1 für großes Orchester
- Fünf Leipziger Lieder (2012) für Sopran, Violine und Streichorchester auf Texte von Mara Genschel, Norbert Lange und Johanna Schwedes
- Pax – Poème théâtral (2014) für Orchester
- Parafonia zu Wolfgang Amadeus Mozarts Fragment KV 580a für Violoncello und Kammerorchester (2014)
- Vierzehn – Tableau dramatique (2014) für Sopran, Bariton, kleinen Frauenchor, gemischten Chor und Orchester nach Texten von Georg Trakl
- Mare nostrum. Threnodie (2014), Poem Nr. 4 für Orchester

### Ensemblemusik
- Kammersymphonie (2007/2008) für Kammerensemble
- Mezz’agosto (2008/2009) für Bigband
- Wacht heiser, Feinde (2009) für Ensemble
- Cherubiniana (2011) für Kammerensemble
- Stundande natten II (2011). Elegie für Flötenensemble
- Kara II (2011). Musik für sieben Streicher und eine Schlagzeuger
- Air - an Samuels Aerophon (2013) für großes Bläserensemble

### Vokalwerke
Chorwerke
- Ave Maria (2005) für gem. Chor (lat.)
- Das Hohelied der Liebe (2010) für fünfstimmig gem. Chor (SS/A/T/B) und Orgel. Textadaption nach Paulus: Bertram Reinecke
- Steffi-Graf-Gospel für Sprecherin, gem. Chor und Ensemble nach einem Gedicht von Robert Gernhardt
- Motet énigmatique (2010) für gem. Chor (SS/AA/TT/BB) a cappella nach Fragmenten von Stefan George. Das verwendete Textfragment steh in einer von Stefan George erfundenen Geheimsprache.
- Messfragmente I (2006/2010) für gem. Chor (SS/A/BB) a cappella (lat.)
- Gloriole (2010) für zwei Orgeln, Schlagzeug und Vokalensemble nach einer Installation von Martin Schmidt
- … in cruce pro homine … ? Nr. 1 (2011) für gem. Chor und Orgel (lat.)
- Vierzehn - Tableau dramatique (2014) für Sopran, Bariton, kleinen Frauenchor, gemischten Chor und Orchester nach Texten von Georg Trakl
- Historien-Kantate Nr. 2 (2014), Johannes-Passion nach dem Evangelisten Johannes für Sopran, Tenor, Bass, gem. Chor, Violoncello und Glocke
- Pater noster (2011/2015) für Männerschola und kleines Ensemble
- Canonische Meditation über den Lutherischen Choral "Vom Himmel hoch, da komm ich her (2015) für Chor (SSATBB) a cappella (dt.)

Klavierlieder
- Mondgesicht (2006) - „eingedenk eines Gedichtes von R.G.“ für mittlere Stimme und Klavier
- Trois chansons romandes (2010) für Sopran und Klavier auf Texte von Frédéric Wandelère und Jean Cuttat
- Neuf Fatrasies für Sopran und Klavier auf Texte von Philippe de Beaumanoir, Jean Régnier, Bautet Herenc, Watriquet de Couvin und anonymer Dichter
- Gretchen im Zwinger (2012). Szenerie für Sopran und Klavier nach dem 3. Gretchen-Lied aus Johann Wolfgang von Goethes ‚Faust‘, Teil I
- volks/lied/kunst II. Zwei Lieder nach Gedichten von Joseph von Eichendorff für Bariton und Klavier
- We leave to-night (2014) für drei Frauenstimmen (2 Soprane, Alt) und Klavier nach einem Gedicht von F. Scott Fitzgerald (englisch)
- Je suis Charlie (2015) Deux chansons satiriques et intermède funèbre d’après les textes de Theobald Tiger (Kurt Tucholsky)

Gesang (Solo)
- Zwei Münchner Monodien (2015) für Sopran solo nach Gedichten von Birgit Müller-Wieland

Gesang und Instrumente
- Das Knie. Kontrafaktur nach einem Gedicht von Christian Morgenstern für Tenor und Horn
- Jesus bettelt (2007). für Bariton und Kammerensemble nach einem Gedicht von Richard Dehmel
- Vier Betrachtungen im Zirkus (2009) für Sopran, Bariton, Piccolo-Trompete und Klavier nach dem Gedicht ‚Happy End‘ von Johanna Schwedes || Fassung für Sopran, Bariton und Kammerorchester (2010)
- Chanson an Th.A.Dorn(o) für Mezzosopran und Kammerensemble (dt.)
- Historienkantate (2010) für Sopran und Orgel nach Texten von Rafik Schami und des hl. Paulus. Textadaption nach Paulus: Bertram Reinecke
- Aufstieg (2010). Ballade für Bariton und Kammerensemble nach Texten von Johanna Schwedes
- Neues Leipziger Liederbuch (2007–2011) für Sopran, Bariton, Violine und Violoncello auf Texte von Mara Genschel, Norbert Lange, Bertram Reinecke und Johanna Schwedes
- Quatre tombeaux de vent (2013) für Sopran und Kammerensemble nach Gedichten von Frédéric Wandelère (französisch)

Messfragmente
- Messfragmente I (2006/2010) für gem. Chor (SS/A/BB) a cappella (lat.)
- Paralimpomenon. Messfragmente II (2012) für fünf Sänger und Ensemble (lat.)
- Messfragmente III (2015) für Trompeteninstrumente und Orgel

volks/lied/kunst
- Es waren zwei Königskinder. volks/lied/kunst I (2005/2009) für Sopran, Bariton, Violine und Violoncello
- volks/lied/kunst II. Zwei Lieder nach Gedichten von Joseph von Eichendorff für Bariton und Klavier

### Kammermusik
Solowerke
- Etüde (2004) für Trompete über das Gedicht schtzngrmm von Ernst Jandl
- Epitaph (2007) für Violine
- Furiant (2008) für Gitarre
- Intermezzo (2009/2010) zur Kurzoper „Hannah und Tim“ für Baritonsaxophon
- Jägarna på Karinhall (2010). Burleske für Wagnertuba. Der Titel zitiert einen Buchtitel des schwedischen Autors Carl-Henning Wijkmark
- Invention III (2013) ;’Hopscotch’ für Schlagzeug
- Punctum (2015) für Viola
- Florilegium - Hommage à Leopold Mozart (2015) für Violine

Solowerke für Klavier
- Capriccio sopra il dado (2009)
- Pianino poetico (2014) (1. Barbarhabarbar - 2. Tribute to Wilhelm Busch - 3. Dri Chanasan mat dam Kontrabus)
- sehn-sucht (2015)

Kammermusik mit Klavier
- Mozart-Quadrille (2006) für zwei Klaviere
- fra amici (2009). Skizze für zwei Klaviere
- Chopins Etude (2010) für Viola, Violoncello, Fagott und Klavier
- Episoden II (2009) für Klavierquintett (1. Geheim - 2. Fantasie)
- Miniaturen nach Georg Trakl (2008/2010) für Violine und Klavier
- Dreizehn (2013) für Klaviertrio
- ich schrei aus tiefer Not (2013). Relief Nr. 3 für Violoncello und Klavier. frei nach Johann Sebastian Bachs Choralpräludium BWV 686

Streicherkammermusik
- Lunula II (2008/2013). Nachtstück für zwei Violoncelli
- Three Bagatelles (2004/2005/2008) für zwei Violinen oder zwei Bratschen
- Miniaturen nach Georg Trakl (2008/2010) für Violine und Klavier
- Streichtrio Nr. 1 (2011/2013) ’hoamdraht’
- Streichtrio Nr. 2 (2013) ’an/marien/dacht’
- Streichquartett (2008) ’alpha’

Bläserkammermusik
- Episoden I (2006/2011) für Horn und Streichquartett
- Natur/Ton/Tanz (2008) für Naturtrompete, Naturhorn und Klavier
- Sonate (2007/2010) für Trompete und Klavier
- Episoden III (2010) für Bläserquintett
- Stundande natten (2010). Elegie für zwei Oboen und Englischhorn oder für zwei Flöten und Altflöte
- Furioso aus der Oper Hannah und Tim (2010) für Saxophonquartett oder Blechbläserquintett
- Trois mouvements (2011) pour quintett de cuivres (Blechbläserquartett)
- Capricietto (2011) für Posaunenquartett

Kammermusiken
- Kammermusik in sieben Sätzen (2012) für Orgel und Schlagzeug (1. carne vale - 2. memento mori - 3. toccatina - 4. kara - 5. Paternoster - 6. drolerie - 7. cruce del cimbalo)
- Kammermusik Nr. 2 (2013) für Violoncello und Orgel (1. Präludium - 2. Pietà - eingedenk eines Gedichtes von R. S. Thomas - 3. Interludium - 4. Caritas in E - Hommage an Gustav Mahler)

Episoden
- Episoden I (2006/2011) für Horn und Streichquartett
- Episoden II (2009) für Klavierquintett (1. Geheim - 2. Fantasie)
- Episoden III (2010) für Bläserquintett

Inventionen
- Invention I (2012) ’carne vale’ für drei Schlagzeuger
- Invention II (2012) ’Spaziergang mit Geigerzählern’ für vier Schlagzeuger
- Invention III (2013) ’Hopscotch’ für Schlagzeug

Relief
- ertastet (2008/2014). Relief Nr. 1 für Blockflöte, Gitarre, Harfe und Orgelpositiv nach einer Wendung von Conrad Paumann
- abtasten (2013). Relief Nr. 2 für Orgel (manualiter)
- ich schrei aus tiefer Not (2013). Relief Nr. 3 für Violoncello und Klavier. frei nach Johann Sebastian Bachs Choralpräludium BWV 686
- Nocture. Relief Nr. 4 für Orgel

Skizzen / Sonstige
- fra amici (2009). Skizze für zwei Klaviere
- an/marien/dacht Quodlibet für zwei Diskantzithern und Basszither
- tangentino (2012). Skizze für Flöte und E-Gitarre

### Bearbeitungen / Instrumentationen
Felix Mendelssohn Bartholdy
- Verleih uns Friede (2005) für gem. Chor und Kammerensemble
- Der 42. Psalm (2005) für Sopran, gem. Chor und Kammerensemble

Johanna Beyer
- Music of the Spheres (1938/2015) für 6 Violoncelli und Triangel

Johannes Brahms
- Scherzo (2011) aus der F.A.E-Sonate für Violine und Kammerensemble (Fl., Kl., Hrn., Streichquintett)

Frederick Delius
- Three Songs für Sopran oder Tenor, Flügelhorn und Streicher aus ‚Seven Songs from the Norwegian‘. Text: Bjørnstjerne Bjørnson (engl. von F. S. Copeland)

Théodore Dubois
- In paradisum (2011/2012). Kontrafaktur nach dem „In paradisum“ für Orgel (Solo) für Sopran, Chor und Kammerorchester

Sofia Asgatowna Gubaidulina
- Two Paths (dt. „Zwei Wege“) - A Dedication to Mary and Martha (1999) für 2 Bratschen und Orchester. Fassung für 2 Violoncelli und Orchester von Johannes X. Schachten

Wolfgang Amadeus Mozart / Edvard Grieg
- Concertino facile (2015) für Klavier und Kammerensemble frei nach Edvard Griegs Ergänzung zu Mozarts Klaviersonate C-Dur KV 545 'Sonata facile'

Julius van Nuffel
- Christus vincit (2005) Motette für Chor und Orchester

Niccolò Paganini
- Cantabile (2011) für Violine und Kammerensemble

Josef Rheinberger
- Abendlied (2005/2014), Bearbeitung für gem. Chor und Orchester (bzw. für gem. Chor und Orgel)

Pablo de Sarasate
- Zigeunerweisen (2011) für Violine und Kammerensemble
- Romanza andalusa (2011) für Violine und Kammerensemble
- Malaguena (2011) für Violine und Streichquintett